# Mongoloraphidia (Hissaroraphidia) kughitanga
Mongoloraphidia (Hissaroraphidia) kughitanga is een kameelhalsvliegensoort uit de familie van de Raphidiidae. De soort komt voor in Turkmenistan.
Mongoloraphidia (Hissaroraphidia) kughitanga werd voor het eerst wetenschappelijk beschreven door H. Aspöck et al. in 1997.